# Windows Server 2016
Windows Server 2016 là một hệ thống điều hành máy chủ được Microsoft phát triển như là một phần của gia đình hệ điều hành Windows NT, phát triển đồng thời với Windows 10. Phiên bản preview đầu tiên (kỹ thuật trước) đã được đưa ra ngày 01 tháng 10 năm 2014 cùng với các phiên bản preview đầu tiên của System Center. Không giống như các phiên bản Windows Server trước, được phát hành đồng thời với hệ thống điều hành máy khách, Windows Server 2016 đã được phát hành vào ngày 26 tháng 9 năm 2016 tại hội nghị Ignite của Microsoft và được đưa ra thị trường vào ngày 12 tháng 10 năm 2016.

## Tính năng, đặc điểm
Windows Server 2016 có nhiều tính năng mới, bao gồm:
- Active Directory Federation Services: Có thể định cấu hình AD FS để xác thực người dùng được lưu trữ trong các thư mục không phải AD, chẳng hạn như thư mục Lightweight Directory Access Protocol (LDAP) tuân thủ X.500 và cơ sở dữ liệu SQL.
- Windows Defender: Windows Server Antimalware được cài đặt và bật theo mặc định mà không cần GUI, đây là một tính năng có thể cài đặt của Windows.
- Remote Desktop Services: Hỗ trợ OpenGL 4.4 và OpenCL 1.1, cải thiện hiệu suất và độ ổn định; Vai trò của MultiPoint Services (xem Windows MultiPoint Server)
- Dịch vụ lưu trữ (Storage Services): Central Storage QoS Policies; Storage Replicas (sao chép lưu trữ, cấp độ khối, dựa trên khối lượng, sao chép đồng bộ và không đồng bộ bằng SMB3 giữa các máy chủ để phục hồi). Storage Replica sao chép các khối thay vì các tệp; tập tin có thể được sử dụng. Nó không phải là đa chủ, không phải là một-nhiều và không phải là bắc cầu. Nó định kỳ sao chép ảnh chụp nhanh, và hướng sao chép có thể được thay đổi.
- Failover Clustering: Nâng cấp hệ điều hành cụm, Storage Replicas.
- Web Application Proxy: Ưu tiên cho xuất bản ứng dụng HTTP Basic, xuất bản ứng dụng miền ký tự đại diện, chuyển hướng HTTP sang HTTPS, Tuyên truyền địa chỉ IP của máy khách sang các ứng dụng phụ trợ
- IIS 10: Hỗ trợ cho HTTP/2
- Windows PowerShell 5.1
- Windows Server Containers

### Tính năng kết nối mạng
- DHCP: Do Network Access Protection đã bị loại bỏ từ Windows Server 2012, nên vai trò DHCP trên Windows Server 2016 không còn hỗ trợ NAP.
- DNS:
  - DNS máy khách: Liên kết dịch vụ - hỗ trợ nâng cao cho các máy tính có multihoming.
  - DNS máy chủ: Chính sách DNS, loại bản ghi DDS mới (TLSA, SPF và bản ghi không xác định), lệnh ghép ngắn PowerShell mới và tham số.
- Windows Server Gateway hiện hỗ trợ các Gói định tuyến chung (GRE).
- Quản lý địa chỉ IP (IPAM): Hỗ trợ cho các mạng con /31, /32 và /128; khám phá các máy chủ DNS dựa trên tệp, tham gia miền; chức năng DNS mới; tích hợp tốt hơn Quản lý DNS, DHCP và Địa chỉ IP (DDI)
- Bộ điều khiển mạng (Network Controller): Vai trò máy chủ mới để định cấu hình, quản lý, giám sát và khắc phục sự cố các thiết bị và dịch vụ mạng ảo và vật lý trong trung tâm dữ liệu.
- Hyper-V ảo hóa mạng: Programmable Hyper-V switch (một khối xây dựng mới của Microsoft phần mềm xác định mạng giải pháp); Hỗ trợ VXLAN; Khả năng tương tác tải phần mềm của Microsoft; tuân thủ tiêu chuẩn Ethernet Ethernet tốt hơn.

## Hyper-V
- Cụm cập nhật cán Hyper-V: Không giống như nâng cấp các cụm mức từ Windows Server 2008 R2 lên Server 2012, cluster Windows Server 2016 có thể được thêm vào một máy chủ Hyper-V Cụm với node chạy Windows Server 2012 R2. Cụm tiếp tục hoạt động ở cấp tính năng Windows Server 2012 R2 cho đến khi tất cả các nút trong cụm được nâng cấp và cấp chức năng của cụm đã được nâng cấp.
- Chất lượng lưu trữ của dịch vụ (QoS) để giám sát tập trung hiệu năng lưu trữ từ đầu đến cuối và tạo chính sách bằng cách sử dụng Máy chủ tệp Hyper-V và Scale-Out
- Định dạng cấu hình máy ảo nhị phân mới, hiệu quả hơn (phần mở rộng.VMCX cho dữ liệu cấu hình máy ảo và phần mở rộng.VMRS cho dữ liệu trạng thái thời gian chạy)
- Kiểm tra sản xuất
- Trình quản lý Hyper-V: Hỗ trợ thông tin đăng nhập thay thế, quản lý cấp thấp, giao thức WS-Management
- Dịch vụ tích hợp cho máy khách được phân phối thông qua Windows Update
- Khởi động an toàn Linux
- Khả năng tương thích ở chế độ chờ
- Tính năng Storage Resiliency của Hyper-V được hình thành để phát hiện mất kết nối tạm thời với lưu trữ VM. Máy ảo sẽ bị tạm dừng cho đến khi kết nối được thiết lập lại.
- Công tắc ảo tương thích RDMA

## Nano Server
Microsoft đã công bố một tùy chọn cài đặt mới, Nano Server, cung cấp một phiên bản Windows Server chân không. Nó không bao gồm giao diện người dùng đồ họa, WoW64 (hỗ trợ phần mềm 32 bit) và Windows Installer. Nó không hỗ trợ đăng nhập console, cục bộ hoặc thông qua Remote Desktop Connection. Tất cả việc quản lý được thực hiện từ xa thông qua Công cụ quản lý Windows (WMI), Windows PowerShell và CRemote Server Management Tools (một bộ GUI và các công cụ dòng lệnh dựa trên web). Tuy nhiên, trên bản Technical Preview 5, Microsoft đã bổ sung lại khả năng quản trị Nano Server cục bộ thông qua PowerShell.

## Phát triển

### Phiên bản Preview
Một phiên bản beta công khai của Windows Server 2016 (sau đó vẫn gọi là vNext) dán nhãn "Windows Server Technical Preview" được phát hành vào ngày 01 tháng 10 năm 2014; Technical Preview nhằm hướng tới người dùng doanh nghiệp. Technical Preview ban đầu được đặt hết hạn vào ngày 15 tháng 4 năm 2015 nhưng Microsoft sau đó phát hành một công cụ để mở rộng thời hạn sử dụng, kéo dài cho đến khi Technical Preview 2 của hệ điều hành ra mắt tháng năm 2015.
Build 9926 bị rò rỉ trên internet vào ngày 2 tháng 3 năm 2015.
Phiên bản beta thứ hai, "Technical Preview 2", được phát hành vào tháng 4 năm 2015. Phiên bản preview thứ ba, "Technical Preview 3" đã được phát hành vào ngày 19 tháng 9 năm 2015. "TEchnical Preview 4" đã được phát hành vào ngày 19 tháng 11 năm 2015. "Technical Preview 5 "được phát hành vào ngày 27 Tháng Tư năm 2016.

### Phát hành chính thức
Windows Server 2016 đã được chính thức phát hành tại Hội nghị Ignite của Microsoft vào ngày 26 tháng 9, năm 2016. Không giống như người tiền nhiệm của nó, Windows Server 2016 được cấp phép bởi số lượng các lõi CPU chứ không phải là số lượng các CPU socket-một sự thay đổi đó đã tương tự được thông qua bởi BizTalk Server 2013 và SQL server 2014. [32]